# Аквилонија
Аквилонија (итал. Aquilonia) је насеље у Италији у округу Авелино, региону Кампанија.
Према процени из 2011. у насељу је живело 1695 становника. Насеље се налази на надморској висини од 754 м.

## Становништво
Према резултатима пописа становништва 2011. у општини је живело 1.815 становника.
| 1931. | 1936. | 1951. | 1961. | 1971. | 1981. | 1991. | 2001. | 2011. |
| ----- | ----- | ----- | ----- | ----- | ----- | ----- | ----- | ----- |
| 2.880 | 3.299 | 3.965 | 3.891 | 3.089 | 2.705 | 2.469 | 2.074 | 1.815 |

## Партнерски градови
- Камбијано
- Лавена Понте Треза